# Hafız Hakkı
Hafız Hakkı, noto anche come Hafız Hakkı Pascià (Edirne, 1877 – Erzurum, 15 febbraio 1915), è stato un generale turco dell'Impero ottomano durante la Campagna del Caucaso.
Compagno di studi di Ismail Enver all'accademia militare, Hafız si classificò al primo posto mentre Enver ottenne il secondo. Hakkı combatté durante le guerre balcaniche del 1912 e scrisse dei testi in cui spiegava il metodo con cui occorreva condurre le truppe in guerra.
Nel 1911 sposò Behiye Sultan, principessa ottomana nipote del sultano Murad V. Non ebbero figli. 
Hafız Hakkı era al comando del X Corpo ottomano durante la battaglia di Sarıkamış (dicembre 1914 - gennaio 1915), ed aveva il compito di aggirare da nord lo schieramento russo, passando attraverso le formidabili Allahüekber Dağları.
L'offensiva invernale, preparata e guidata personalmente dallo stesso ministro Enver, si concluse con una terribile disfatta per la Terza Armata. Durante la ritirata la Terza Armata perse circa il 90% degli effettivi, soprattutto a causa delle proibitive condizioni climatiche e dell'inadeguato equipaggiamento.
Dopo la battaglia il generale Hakkı, che aveva preso il posto di Enver come comandante della Terza Armata, morì di febbre tifoide ad Erzerum il 15 febbraio 1915.